# Szegélyes bogárcsiga
A szegélyes bogárcsiga (Lepidochitona cinerea) a cserepeshéjúak (Polyplacophora) osztályának a Chitonida rendjébe, ezen belül a Lepidochitonidae családjába tartozó faj.
A Lepidochitona cserepeshéjúnem típusfaja.

## Előfordulása
A szegélyes bogárcsiga az európai tengerpartokon köveken, sziklákon és facölöpökön mindenütt megtalálható.

## Megjelenése

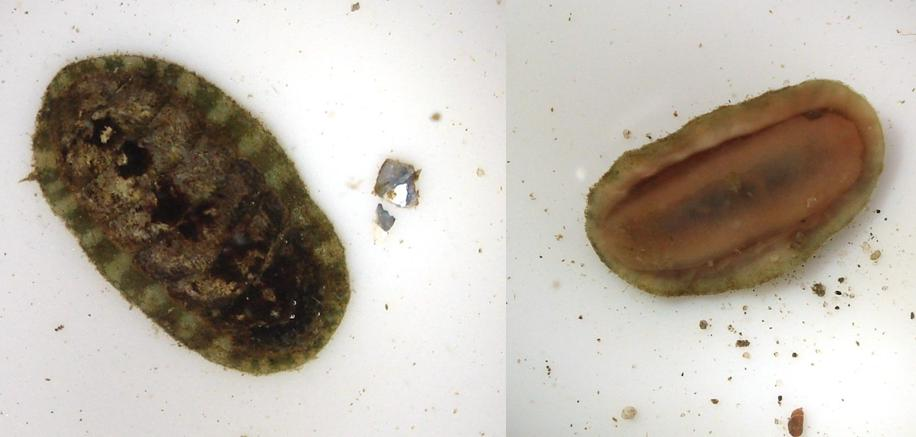
A szegélyes bogárcsiga felülről és alulról

A szegélyes bogárcsigánál a héj 8 mozgatható, egymással ízületesen összefüggő és egymást tetőcserép módra borító hátlemezből áll, melyeket az úgynevezett hátszegély, egy körbefutó, izmos, mészpikkelyekkel borított és tüskés bőrredő határol. A mintegy 2-3 centiméter hosszú, szürkészöld vagy piszkosszürke, ritkábban barnás, gyakran különböző színű foltokkal tarkított szegélyes bogárcsiga elkülönülő hátszegéllyel rendelkezik. A hátlemezeken sötétebb pontokat figyelhetünk meg, amelyek a fényingerek felfogására szolgáló érzékszervek.

## Életmódja
A szegélyes bogárcsiga kiválóan alkalmazkodott a part menti hullámverés térségéhez, széles lábuk szilárdan tapad az aljzathoz, a lapos héj pedig kevés ellenállást tanúsít a hullámjárással szemben. Ez a faj az algabevonatokat legeli, de a kis rákokat és állatok lárváit is bekebelezi.